# رودولف الثاني كونت هابسبورغ
رودولف الثاني (توفي. 10 أبريل 1232)؛ المقلب بـ الكريم، كان كونت هابسبورغ ودوق لاوفنبورغ وتسورخغاو وآرجاو ولاندغراف في الألزاس، يعتبر سلف آل هابسبورغ بحيث يعتبر جد رودولف الأول ملك ألمانيا.
هو ابن ألبرخت الثالث كونت هابسبورغ وإيتا من بفولندورف، لاحقاً أصبح متزوجاً من أغنيس من شتاوفن هي إحدى أقرباء هوهنشتاوفن الإمبراطورية؛ وأنجبت له:-
- فيرنر "الرابع"، توفي صغيراً.
- ألبرخت الرابع الحكيم كونت هابسبورغ.
- رودولف الثالث كونت لاوفنبورغ، هو سلف آل لاوفنبورغ.
- جيرترود أو جيرترودس (حوالي.1223 - 1241)؛ تزوجت من الكونت لودفيغ الثالث من فروهبورغ.
- هيلفيغ أو هلفيغا (توفيت. 1237/36)؛ تزوجت من الكونت هيرمان من فروهبورغ.